# Liste der Baudenkmäler in Hollfeld
Auf dieser Seite sind die Baudenkmäler in der oberfränkischen Stadt Hollfeld zusammengestellt. Diese Tabelle ist eine Teilliste der Liste der Baudenkmäler in Bayern. Grundlage ist die Bayerische Denkmalliste, die auf Basis des Bayerischen Denkmalschutzgesetzes vom 1. Oktober 1973 erstmals erstellt wurde und seither durch das Bayerische Landesamt für Denkmalpflege geführt wird. Die folgenden Angaben ersetzen nicht die rechtsverbindliche Auskunft der Denkmalschutzbehörde.
 Diese Liste gibt den Fortschreibungsstand vom 29. September 2022 wieder und enthält 81 Baudenkmäler.

## Ensembles

### Ensemble Altstadt Hollfeld

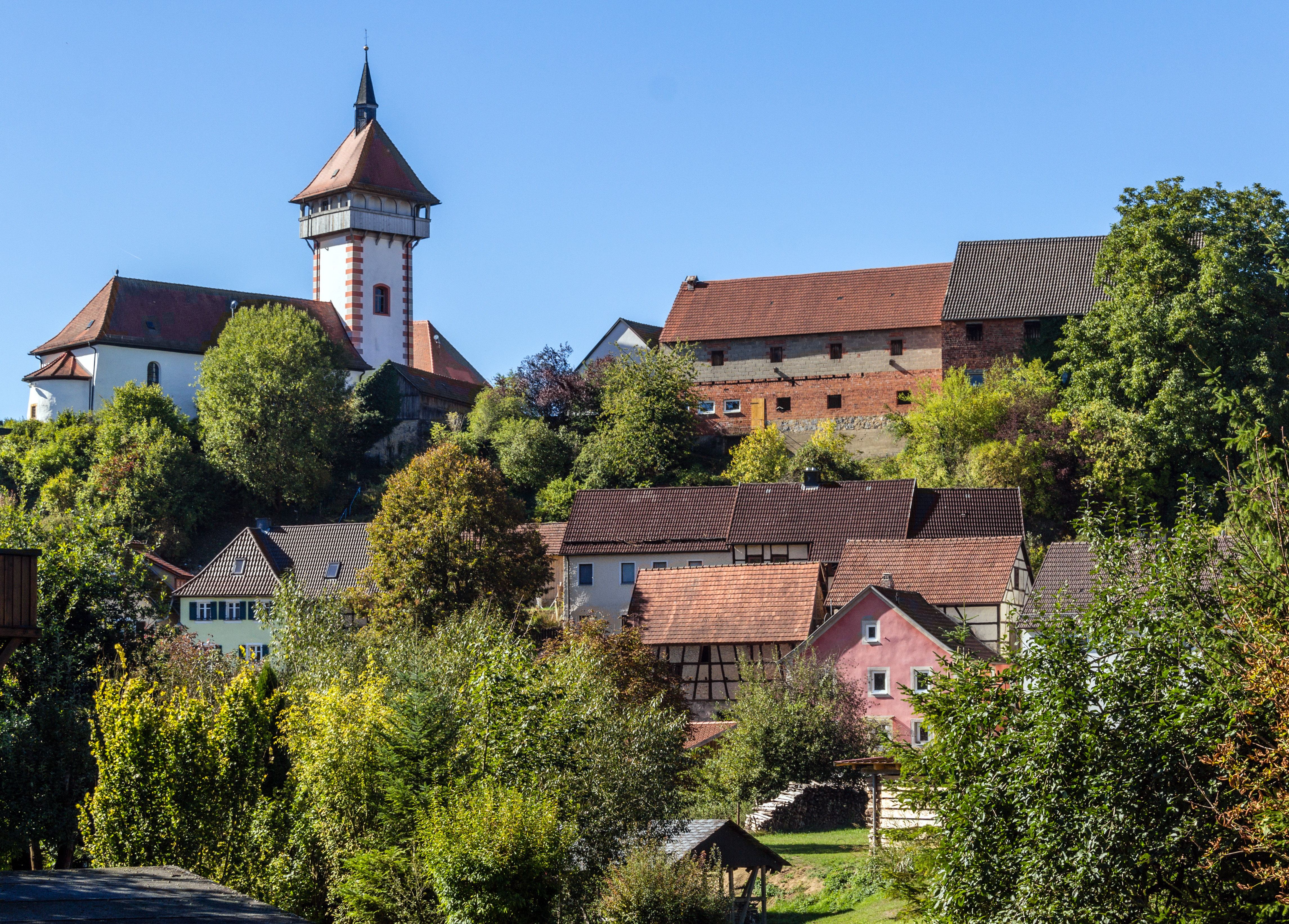
Ensemble Altstadt Hollfeld

Das Ensemble (Lage) umfasst den Stadtkern, der sich aus der Oberen Burgstadt und der Unteren Marktanlage zusammensetzt. Die mit eigener Befestigung umgebene Obere Stadt trägt den Charakter einer frühmittelalterlichen Stadtburg aus ottonischer Zeit. Sie liegt auf einem Höhensporn am Zusammenfluss von Wiesent und Kainach und gruppiert sich um den geräumigen, sich dreiecksförmig erweiternden Marienplatz. Die Judengasse verläuft parallel zu einer Langseite des Marienplatzes, während ein abschüssiger Weg, der Steinweg, eine Verbindung zum tiefer liegenden Kirchenbezirk und über diesen hinaus zur Unteren Stadt herstellt. Diese ist vermutlich erst im Anschluss an die erhöht liegende Stadtburg entlang der Langgasse entstanden, die in Tallage an der Oberen Stadt vorbeiführt. Die Untere Stadt weist keine Befestigung auf. Das Gelenk zwischen diesem Straßenzug und dem Verbindungsweg zur Oberen Stadt bildet der Untere Markt, eine mäßig breite Platzanlage auf rechteckigem Grundriss. Der daran anschließende, unmittelbar an der Kainach liegende Spitalplatz dürfte erst im Spätmittelalter, im Zusammenhang mit der Spitalstiftung entstanden sein. Die Parzellierungsstruktur lässt auf eine ursprüngliche Reihung von Bürger- und Handwerkerhäuser in Giebelstellung schließen, eine Anordnung, die sich am Unteren Markt und in der Langgasse teilweise erhalten hat. Der äußerst geräumige Marienplatz, Mittelpunkt der Höhenstadt, ist von Traufseit- und Giebelhäusern des 18./19. Jahrhundert umsäumt. Der Kirchenbezirk, mit der auf einer Terrasse errichteten Barockpfarrkirche, bildet ein Zwischenglied zwischen Oberer und Unterer Stadt. Aktennummer: E-4-72-154-1.

## Stadtbefestigung
| Lage                                         | Objekt     | Beschreibung | Akten-Nr.              | Bild           |
| -------------------------------------------- | ---------- | --- | ---------------------- | -------------- |
| Oberes Tor 7; Türkei; Steinweg 10 (Standort) | Stadtmauer | Die im Kern früh-, in ihrer Bausubstanz erst spätmittelalterliche bis neuzeitliche Stadtmauer von Hollfeld umfasst die Obere Stadt und steht in großen Restteilen entlang folgender Grundstücke noch aufrecht: Kirchplatz, Marienplatz 1–3, 5–16, Oberes Tor 2, 6, 7, Steinweg 1, 2, 4, 6, 8, 10, 12–15. Ein Torhaus befindet sich bei Oberes Tor 7, ein Türlein zwischen Marienplatz 5 und 6 | D-4-72-154-1 Wikidata  | BW             |
| Oberes Tor 7 (Standort)                      | Oberes Tor | Torturm der ehemaligen Stadtbefestigung, verputzter Massivbau mit Fachwerkobergeschoss und Walmdach, 16./17. Jahrhundert | D-4-72-154-42 Wikidata | weitere Bilder |

## Baudenkmäler nach Gemeindeteilen

### Hollfeld
| Lage                                               | Objekt                                     | Beschreibung | Akten-Nr.              | Bild |
| -------------------------------------------------- | ------------------------------------------ | --- | ---------------------- | --- |
| Am Gangolfsberg (Standort)                         | Handwerkswappen                            | Von Bäcker Sebastian Schmötzer, in eine Stützmauer eingelassenes Wappen mit kleiner Bedachung, bezeichnet 1733 | D-4-72-154-78 Wikidata | BW |
| Am Steinweg (Standort)                             | Ziehbrunnen                                | Rechteckiges Sandstein-Brunnenbecken mit Ziehvorrichtung, darüber Satteldach auf Säulen, 16./17. Jahrhundert, 1856 wieder geöffnet | D-4-72-154-15 Wikidata | BW |
| Badstraße 1 (Standort)                             | Wohnhaus                                   | Zweigeschossiger Walmdachbau, letztes Viertel 18. Jahrhundert | D-4-72-154-2 Wikidata  | BW |
| Bahnhofstraße 1 (Standort)                         | Wohnhaus                                   | Giebelständiger, zweigeschossiger Satteldachbau auf geschosshohem Sockel, profilierte Gewände, das Giebeldreieck verschiefert, Satteldach, erste Hälfte 18. Jahrhundert                                                                     | D-4-72-154-3 Wikidata  | weitere Bilder                                                                                                   |
| Bahnhofstraße 1 (Standort)                         | Einfriedungsmauer                          | | D-4-72-154-3           | BW |
| Bahnhofstraße 4 (Standort)                         | Wohnhaus                                   | Zweigeschossiger giebelständiger Satteldachbau auf hohem Kellergeschoss, Erdgeschoss mit geohrten Fenstergewänden, 18. Jahrhundert, Obergeschoss und verschieferter Giebel, um 1800/erste Hälfte 19. Jahrhundert                            | D-4-72-154-4 Wikidata  | weitere Bilder                                                                                                   |
| Bahnhofstraße 7 (Standort)                         | Wohnhaus                                   | Zweigeschossiger Walmdachbau, um 1800 | D-4-72-154-5           | weitere Bilder                                                                                                   |
| Bahnhofstraße 20 (Standort)                        | Katholische Kirche St. Salvator            | Saalbau mit Walmdach und eingezogenem Chor mit Dachreiter, von Johann Leonhard Dientzenhofer, 1704; mit Ausstattung | D-4-72-154-7 Wikidata  | weitere Bilder                                                                                                   |
| Bahnhofstraße 19 (Standort)                        | Sandstein-Pfeilerportal                    | mit Gitterzaun als Eingang zum Kirchhof | D-4-72-154-7 Wikidata  | BW |
| Bei den Drei Kreuzen (Standort)                    | Steinmarter                                | Säule auf Sockel mit laternenförmigem Aufsatz, Nische mit Heiligendarstellung, Kalkstein, 18./19. Jahrhundert | D-4-72-154-87 Wikidata | BW |
| Forchheimer Straße, Drosendorfer Straße (Standort) | Steinmarter                                | Ionisches Kapitell mit vierseitigem Aufsatz, der Sockel mit Engelsköpfen, am Säulenschaft eine Kartusche, Sandstein, um 1710 | D-4-72-154-86 Wikidata | [[Vorlage:Bilderwunsch/code!/C:49.93517,11.28554!/D:Forchheimer Straße, Drosendorfer Straße, Steinmarter!/\|BW]] |
| Forchheimer Straße 1 a (Standort)                  | Wohnhaus                                   | Zweigeschossiger giebelständiger Satteldachbau, Fachwerkobergeschoss verputzt, erste Hälfte 18. Jahrhundert | D-4-72-154-9 Wikidata  | weitere Bilder                                                                                                   |
| Judengasse 16 (Standort)                           | Wohnhaus                                   | Giebelständiger Satteldachbau, vorkragendes verputztes Fachwerkobergeschoss, zur Judengasse abgewalmt, bezeichnet 1708 | D-4-72-154-12 Wikidata | weitere Bilder                                                                                                   |
| Kirchplatz 2 (Standort)                            | Katholische Pfarrkirche Mariä Himmelfahrt  | Saalbau mit eingezogenem Chor, dreiseitigem Chorschluss, Portalturm, 1778–82 von Johann Joseph Vogel; mit Ausstattung | D-4-72-154-13 Wikidata | weitere Bilder                                                                                                   |
| Kirchplatz 5 (Standort)                            | Wohnhaus                                   | Zweigeschossiger Putzbau mit Walmdach, letztes Viertel 18. Jahrhundert | D-4-72-154-14 Wikidata | weitere Bilder                                                                                                   |
| Langgasse 19 (Standort)                            | Wohnhaus                                   | Traufständiger Satteldachbau mit Fachwerkobergeschoss, 18. Jahrhundert | D-4-72-154-18 Wikidata | BW |
| Langgasse 24 (Standort)                            | Wohn- und Geschäftshaus                    | Zweigeschossiger Sandsteinquaderbau mit Walmdach, Ende 18. Jahrhundert | D-4-72-154-19 Wikidata | weitere Bilder                                                                                                   |
| Langgasse 30 (Standort)                            | Wohnhaus                                   | Traufständiger, zweigeschossiger Satteldachbau mit verputztem Fachwerkobergeschoss, 18. Jahrhundert | D-4-72-154-20          | weitere Bilder                                                                                                   |
| Langgasse 31 (Standort)                            | Wohnhaus                                   | Traufständiger, zweigeschossiger Satteldachbau mit verputztem Fachwerkobergeschoss, 18. Jahrhundert | D-4-72-154-21          | weitere Bilder                                                                                                   |
| Langgasse 33 (Standort)                            | Ehemalige Mühle                            | Sogenannte Fischmühle, giebelständiger, zweigeschossiger Bau mit massivem Erdgeschoss mit profilierten Tür- und Fenstergewänden, das Obergeschoss mit reichem Fachwerk und Satteldach, am Eckständer bezeichnet 1715                        | D-4-72-154-22 Wikidata | BW |
| Marienplatz 2 (Standort)                           | Eckhaus                                    | Zweigeschossiger Walmdachbau, um 1800 | D-4-72-154-24 Wikidata | weitere Bilder                                                                                                   |
| Marienplatz 4 (Standort)                           | Wohnhaus                                   | Eingeschossiger Satteldachbau, bezeichnet 1798; zweigeschossiges Rückgebäude mit Satteldach, um 1800 | D-4-72-154-26 Wikidata | weitere Bilder                                                                                                   |
| Marienplatz 8 (Standort)                           | Wohnhaus                                   | Zweigeschossiger Satteldachbau, um eine Achse erweitert, um 1800 | D-4-72-154-28 Wikidata | weitere Bilder                                                                                                   |
| Marienplatz 10 (Standort)                          | Ehemalige katholische Kirche St. Gangolf   | Saalbau mit romanischer Apsis, Westturm mit umlaufender Galerie, Pyramidendach und kleinem Spitzhelm, 12. bis 16. Jahrhundert, Ausbau 1714; seit 2001 Kulturzentrum; mit Ausstattung                                                        | D-4-72-154-30 Wikidata | weitere Bilder                                                                                                   |
| Marienplatz 11 (Standort)                          | Ehemaliges Rathaus                         | Sogenanntes Probsthaus, zweigeschossiger Walmdachbau, geohrte Sandsteingewände, Ende 18. Jahrhundert | D-4-72-154-31 Wikidata | weitere Bilder                                                                                                   |
| Marienplatz 13 (Standort)                          | Wohnhaus                                   | Zweigeschossig mit Mansardwalmdach, geohrte Sandsteingewände, Ende 18. Jahrhundert | D-4-72-154-33 Wikidata | weitere Bilder                                                                                                   |
| Marienplatz 14 (Standort)                          | Wohnhaus                                   | Zweigeschossiger giebelständiger Satteldachbau, Sandsteingewände, Zierfachwerkgiebel, rundbogiges Eingangstor, bezeichnet 1724 | D-4-72-154-34 Wikidata | weitere Bilder                                                                                                   |
| Marienplatz 17 (Standort)                          | Eckhaus                                    | Zweigeschossiger, verputzter Massivbau mit Eckgliederung und profiliertem Kranzgesims und Halbwalmdach, erste Hälfte 19. Jahrhundert | D-4-72-154-36 Wikidata | weitere Bilder                                                                                                   |
| Marienplatz 18 (Standort)                          | Altes Rathaus                              | Seit 1883 Schule, dreigeschossiger giebelständiger Satteldachbau, einseitig abgewalmt, profilierte Sandsteingewände, Wappenstein, im Kern 17. Jahrhundert                                                                                   | D-4-72-154-37 Wikidata | weitere Bilder                                                                                                   |
| Marienplatz 19 (Standort)                          | Wohnhaus                                   | Sogenanntes Wittauerhaus, heute städtische Musikschule, zweigeschossiger, giebelständiger Satteldachbau, rückseitig abgewalmt, profilierte Sandsteingewände, am Giebel reiches Korbfachwerk und Andreaskreuze, erste Hälfte 18. Jahrhundert | D-4-72-154-38 Wikidata | weitere Bilder                                                                                                   |
| Nähe Bahnhofstraße (Standort)                      | Kruzifix                                   | Auf Sockel mit eingelassener Platte, neuromanisch, um 1880 von Philipp Dorsch | D-4-72-154-79 Wikidata | BW |
| Nähe Bahnhofstraße (Standort)                      | Wegkapelle                                 | Verputzter Steinbau mit Satteldach, innen rundbogige Nische mit Andachtsbild, 19. Jahrhundert | D-4-72-154-8 Wikidata  | BW |
| Nähe Bahnhofstraße (Standort)                      | Bildstock                                  | Ionische Säule mit Laternenaufsatz, Kreuzwegdarstellungen, bezeichnet „1710“ | D-4-72-154-6 Wikidata  | BW |
| Nähe Gangolfsberg (Standort)                       | Kreuzschlepper                             | Bezeichnet „1728“ | D-4-72-154-11 Wikidata | weitere Bilder                                                                                                   |
| Nähe Oberes Tor; Oberes Tor 4 (Standort)           | Wegkapelle mit Nische                      | Statue des Heiligen Johann Nepomuk, bezeichnet „1734“ | D-4-72-154-39 Wikidata | weitere Bilder                                                                                                   |
| Oberes Tor (Standort)                              | Wegekapelle                                | Massiver Mauerwerksbau über rechteckigem Grundriss mit Satteldach und kleinem tonnengewölbtem Raum, an der rückseitigen Innenwand Gemälde mit Darstellung der 14 Nothelfer, um 1800                                                         | D-4-72-154-83 Wikidata | BW |
| Oberes Tor 2 (Standort)                            | Ehemaliges Amtsgericht, seit 1959 Wohnhaus | Dreigeschossiger Walmdachbau, geohrte Sandsteingewände, 1743, von Johann Jakob Michael Küchel | D-4-72-154-40 Wikidata | BW |
| Spitalplatz 6 (Standort)                           | Wohnhaus                                   | Zweigeschossiger, giebelständiger Satteldachbau, Obergeschoss und Giebel Fachwerk verputzt, im Kern 17./18. Jahrhundert | D-4-72-154-43 Wikidata | weitere Bilder                                                                                                   |
| Spitalplatz 7 (Standort)                           | Ehemaliges Spital St. Bartholomäus         | Zweigeschossiger, giebelständiger Satteldachbau, Giebel mit Zierfachwerk und Glockenreiter, im Kern 1464, Umbau 1664 Kapellenanbau, 1709 | D-4-72-154-44 Wikidata | weitere Bilder                                                                                                   |
| Spitalplatz 8 (Standort)                           | Wohn- und Geschäftshaus                    | Giebelständiger, zweigeschossiger Satteldachbau, Obergeschoss und Giebel Fachwerk verputzt, im Kern 17./18. Jahrhundert | D-4-72-154-45 Wikidata | weitere Bilder                                                                                                   |
| Steinweg 1 (Standort)                              | Wohnhaus                                   | Giebelständiger, zweigeschossiger Satteldachbau mit Fachwerkgiebel, rundbogiges Tor, im Kern 17./18. Jahrhundert | D-4-72-154-47 Wikidata | BW |
| Steinweg 3 (Standort)                              | Wohnhaus                                   | Zweigeschossiger, traufständiger Satteldachbau, Fachwerk 1727, Sandsteinfassade mit profilierten Gewänden vorgeblendet, bezeichnet „1791“                                                                                                   | D-4-72-154-49 Wikidata | weitere Bilder                                                                                                   |
| Steinweg 9 (Standort)                              | Eckhaus                                    | Zweigeschossiges Wohnhaus mit verputztem Fachwerkobergeschoss und Satteldach, um 1700; Anbau, eingeschossiger Satteldachbau | D-4-72-154-84 Wikidata | weitere Bilder                                                                                                   |
| Steinweg 17 (Standort)                             | Eckhaus                                    | Zweigeschossiges, giebelständiges Satteldachhaus, Obergeschoss Fachwerk verputzt, verschieferter Giebel mit restaurierter Stanniolmalerei „1725“ und Ranken zur Einrahmung des Giebels, im Kern 17. Jahrhundert                             | D-4-72-154-51 Wikidata | weitere Bilder                                                                                                   |
| Steinweg 18 (Standort)                             | Apotheke                                   | Zweigeschossiger Walmdachbau, spätes 18. Jahrhundert, Eckstil mit Figurennische, Rokoko; Blechverkleidung zweite Hälfte 19. Jahrhundert | D-4-72-154-52 Wikidata | weitere Bilder                                                                                                   |
| Theresienstraße; Theresienstraße 1 (Standort)      | Wegkapelle                                 | Verputzter Bau mit Satteldach, 19. Jahrhundert | D-4-72-154-10 Wikidata | BW |
| Treppendorfer Straße (Standort)                    | Bildstock                                  | Ionische Säule mit Laternenaufsatz und Doppelkreuz, Kreuzwegdarstellungen, wohl um 1710 | D-4-72-154-59 Wikidata | BW |
| Türkei 1 a (Standort)                              | Ehemalige Scheune                          | Heute Wohnhaus, giebelständiger Satteldachbau mit Fachwerkobergeschoss, erste Hälfte 19. Jahrhundert | D-4-72-154-53 Wikidata | BW |
| Unterer Markt 1 (Standort)                         | Wohnhaus                                   | Zweigeschossiger giebelständiger Satteldachbau, Fachwerkobergeschoss verputzt, Rundbogentor, im Kern 17./18. Jahrhundert Zwei Rückgebäude, 17./18. Jahrhundert                                                                              | D-4-72-154-54 Wikidata | weitere Bilder                                                                                                   |
| Unterer Markt 3 (Standort)                         | Gasthof                                    | Zweigeschossiger, giebelständiger Satteldachbau, Rundbogentor, profilierte Fenstergewände, 18. Jahrhundert, Erdgeschoss verändert | D-4-72-154-55 Wikidata | BW |
| Unterer Markt 4 (Standort)                         | Pietà-Figur in verglaster Fassadennische   | 18. Jahrhundert | D-4-72-154-56 Wikidata | weitere Bilder                                                                                                   |
| Unterer Markt 8 (Standort)                         | Wohn- und Geschäftshaus                    | Zweigeschossiger giebelständiger Satteldachbau mit verputztem Fachwerkobergeschoss, 17./18. Jahrhundert | D-4-72-154-57 Wikidata | weitere Bilder                                                                                                   |
| Unterer Markt 9 (Standort)                         | Ehemaliger Gasthof                         | Wohn- und Geschäftshaus, zweigeschossiger, giebelständiger Satteldachbau, Fachwerkgiebel verputzt, 17./18. Jahrhundert | D-4-72-154-58 Wikidata | weitere Bilder                                                                                                   |

### Drosendorf an der Aufseß
| Lage                                   | Objekt                            | Beschreibung                                                                                                 | Akten-Nr.              | Bild           |
| -------------------------------------- | --------------------------------- | --- | ---------------------- | -------------- |
| Drosendorf an der Aufseß 25 (Standort) | Skulptur des Heiligen Nepomuk     | Sandstein, 18. Jahrhundert                                                                                   | D-4-72-154-61 Wikidata | BW             |
| Drosendorf an der Aufseß 37 (Standort) | Bildsäule                         | Volutenbekrönter Aufsatz mit Marienkrönung und heiligem Georg, um 1720                                       | D-4-72-154-62 Wikidata | BW             |
| Drosendorf an der Aufseß 41 (Standort) | Katholische Kirche St. Laurentius | Saalbau mit Pilastergliederung, eingezogenem Chor und Dachreiter, Walmdach, bezeichnet 1719; mit Ausstattung | D-4-72-154-60 Wikidata | weitere Bilder |
| Sutten (Standort)                      | Friedhofskruzifix                 | Auf Sockel, am Fuß volutengeschmückt, Gussstein, um 1900                                                     | D-4-72-154-90 Wikidata | BW             |
| Sutten (Standort)                      | Kriegerdenkmal                    | Auf Sockel säulenflankierte Namenstafel, oben Skulptur eines trauernden Soldaten, um 1920                    | D-4-72-154-91 Wikidata | BW             |

### Fernreuth
| Lage                    | Objekt        | Beschreibung                                                         | Akten-Nr.              | Bild |
| ----------------------- | ------------- | -------------------------------------------------------------------- | ---------------------- | ---- |
| Fernreuth 11 (Standort) | Wohnstallhaus | Eingeschossiger Satteldachbau, Erdgeschoss Feldstein, verputzt, 1868 | D-4-72-154-81 Wikidata | BW   |

### Freienfels
| Lage                                    | Objekt                                              | Beschreibung | Akten-Nr.              | Bild           |
| --------------------------------------- | --------------------------------------------------- | --- | ---------------------- | -------------- |
| Freienfels 20 (Standort)                | Ehemaliges Forsthaus                                | Eingeschossiger Mansarddachbau mit Sandsteingewänden, 18. Jahrhundert | D-4-72-154-64 Wikidata | weitere Bilder |
| Freienfels 55 (Standort)                | Pfarrhaus                                           | Zweigeschossiger Walmdachbau, hangseitig Stützpfeiler, 18. Jahrhundert | D-4-72-154-65 Wikidata | weitere Bilder |
| Freienfels 56; In Freienfels (Standort) | Schloss Freienfels                                  | Höhenburg des späten 13. Jahrhunderts, Befestigung mit Wehrgang, zwei Rundtürmen und Torhaus, 16. Jahrhundert, im 19. Jahrhundert verändert; Schloss, ungleichseitige Zweiflügelanlage mit Walmdach, 1693–1701 durch Domdechant Sigismund von Aufseß, mit Ausstattung | D-4-72-154-66 Wikidata | weitere Bilder |
| Freienfels 56; In Freienfels (Standort) | Schloss Freienfels, Fachwerkscheune                 | Bezeichnet „1696“ Sandsteinpfeilertor mit Gitterzaun, Mitte 19. Jahrhundert | D-4-72-154-66 Wikidata | weitere Bilder |
| Freienfels 57 (Standort)                | Katholische Pfarrkirche zur Heiligen Dreifaltigkeit | Ehemalige Schlosskapelle, gotischer Chorturm mit Spitzhelm, Saalbau mit älterem Kern 1690; mit Ausstattung | D-4-72-154-63 Wikidata | weitere Bilder |
| Freienfels 85; Freienfels 89 (Standort) | Friedhofskruzifix auf Sockel                        | Von Bildhauer Pius Schmittinger 1904, rechts Grab von Pfarrer Hänfling, Sandstein, 1904, links zwei Grabplatten der Familie Aufseß, Sandstein, um 1924 | D-4-72-154-80 Wikidata | BW             |

### Gottelhof
| Lage                                  | Objekt                  | Beschreibung | Akten-Nr.              | Bild |
| ------------------------------------- | ----------------------- | --- | ---------------------- | ---- |
| Gottelhof 1; Gottelhof 1 a (Standort) | Doppeltes Wohnstallhaus | Zweigeschossig, Satteldach, Wohnteile mit je einem Stallteil, Steingewände, erste Hälfte 19. Jahrhundert, im Kern 17. Jahrhundert | D-4-72-154-67 Wikidata | BW   |

### Kainach
| Lage                  | Objekt                             | Beschreibung                                                            | Akten-Nr.              | Bild           |
| --------------------- | ---------------------------------- | ----------------------------------------------------------------------- | ---------------------- | -------------- |
| Kainach 31 (Standort) | Ehemaliges Schloss                 | Dreigeschossiger Satteldachbau, zwei rundbogige Tore, Wappen, 1682–1690 | D-4-72-154-68 Wikidata | weitere Bilder |
| Kainach (Standort)    | Statue des Heiligen Johann Nepomuk | Sandstein, zweite Hälfte 18. Jahrhundert, Sockel bezeichnet „WH 1909“   | D-4-72-154-46 Wikidata | weitere Bilder |

### Krögelstein
| Lage                      | Objekt                                         | Beschreibung | Akten-Nr.              | Bild                                           |
| ------------------------- | ---------------------------------------------- | --- | ---------------------- | ---------------------------------------------- |
| In Krögelstein (Standort) | Burgruine Krögelstein                          | Mauerzug der ehemaligen Burg Krögelstein, zwischen zwei Juraklippen gespannter Bogen in Bruchsteinmauerwerk mit drei Fensteröffnungen, um 1200        | D-4-72-154-82 Wikidata | weitere Bilder                                 |
| In Krögelstein (Standort) | Kriegerdenkmal für die Opfer beider Weltkriege | In Mauer eingelassene Tafeln, mittig Kupfermedaillon eines Soldaten, um 1920                                                                          | D-4-72-154-93 Wikidata | Kriegerdenkmal für die Opfer beider Weltkriege |
| Krögelstein 7 (Standort)  | Wohnstallhaus                                  | Obergeschoss und Giebel in Fachwerk, Satteldach, zweite Hälfte 18. Jahrhundert                                                                        | D-4-72-154-70 Wikidata | BW                                             |
| Krögelstein 68 (Standort) | Evangelisch-Lutherische Pfarrkirche            | Saalbau mit eingezogenem, dreiseitig geschlossenem Chor und Südturm, am Wappen der Familie Giech bezeichnet „1560“, Treppenturm 1604; mit Ausstattung | D-4-72-154-69 Wikidata | weitere Bilder                                 |

### Neidenstein
| Lage                      | Objekt                | Beschreibung                                                                        | Akten-Nr.              | Bild                  |
| ------------------------- | --------------------- | ----------------------------------------------------------------------------------- | ---------------------- | --------------------- |
| In Neidenstein (Standort) | Burgruine Neidenstein | Mauerreste der Kemenate mit hohem Giebel, Bruchstein, zweite Hälfte 15. Jahrhundert | D-4-72-154-71 Wikidata | Burgruine Neidenstein |

### Schönfeld
| Lage                    | Objekt                                     | Beschreibung | Akten-Nr.              | Bild                                       |
| ----------------------- | ------------------------------------------ | --- | ---------------------- | ------------------------------------------ |
| Schönfeld 29 (Standort) | Pfarrhaus                                  | Zweigeschossiger Walmdachbau, Mitte 18. Jahrhundert | D-4-72-154-73 Wikidata | Pfarrhaus                                  |
| Schönfeld 34 (Standort) | Katholische Pfarrkirche Heilig Kreuz       | Nachgotischer Wandpfeilersaal mit eingezogenem 5/8-Chorschluss und Chorflankenturm, Satteldach und Spitzhelm, 1619–1622 von Giovanni Bonalino, über dem Portal Wappen des Fürstbischofs Joh. Gottfried von Aschhausen, bezeichnet „1622“; mit Ausstattung | D-4-72-154-72 Wikidata | weitere Bilder                             |
| Schönfeld 34 (Standort) | Kriegerdenkmal für die Opfer beider Kriege | Drei abgerundete Granittafeln, die mittlere mit dem Eisernen Kreuz, um 1950 | D-4-72-154-94 Wikidata | Kriegerdenkmal für die Opfer beider Kriege |
| Schönfeld 40 (Standort) | Felsenkeller                               | Sog. Wirtskeller, in den anstehenden Felsen getriebener, heute mehrere Stollen umfassender Lagerkeller mit Bierbänken, spätes 17./frühes 18. Jh. | D-4-72-154-138         | BW                                         |

### Weiher
| Lage                 | Objekt         | Beschreibung                                                                                                   | Akten-Nr.              | Bild |
| -------------------- | -------------- | --- | ---------------------- | ---- |
| Weiher 34 (Standort) | Schloss Weiher | Zweigeschossiger Mansarddachbau, 1729; mit Ausstattung; Umfassungsmauer mit Torpfeilern, Mitte 18. Jahrhundert | D-4-72-154-74 Wikidata | BW   |

### Wiesentfels
| Lage                            | Objekt               | Beschreibung | Akten-Nr.              | Bild           |
| ------------------------------- | -------------------- | --- | ---------------------- | -------------- |
| Wiesentfels 27 (Standort)       | Wohnstallhaus        | Eingeschossiges Frackdachhaus, massiv, Giebel Fachwerk, um 1800 | D-4-72-154-75 Wikidata | BW             |
| Wiesentfels 40 (Standort)       | Kriegerdenkmal       | Barockisierende Sandsteintafel am Felsen mit Namen der im Ersten Weltkrieg Gefallenen, darüber Stahlhelm und Feston, um 1920                                                                                          | D-4-72-154-97 Wikidata | BW             |
| Wiesentfels 40, 40 a (Standort) | Schloss Wiesentfels  | Höhenburg, mehrflügelige Anlage mit zwei- und dreigeschossigen Satteldachbauten, teils mit Treppengiebel, Wohnbau 1476–89, Hof mit hölzerner Galerie und Torturm mit Kapelle, nach Zerstörung 1525 wieder hergestellt | D-4-72-154-77 Wikidata | weitere Bilder |
| Wiesentfels 40, 40 a (Standort) | Ehemaliges Forsthaus | Zweigeschossiger Satteldachbau aus Sandsteinquadern, bezeichnet „1773“ | D-4-72-154-77 Wikidata | BW             |
| Wiesentfels 40, 40 a (Standort) | Torhaus              | Zweigeschossiger Walmdachbau mit Toreinfahrt, Obergeschoss Fachwerk, zweite Hälfte 18. Jahrhundert | D-4-72-154-77 Wikidata | weitere Bilder |

## Ehemalige Baudenkmäler
In diesem Abschnitt sind Objekte aufgeführt, die früher einmal in der Denkmalliste eingetragen waren, jetzt aber nicht mehr. Objekte, die in anderem Zusammenhang – also z. B. als Teil eines Baudenkmals – weiter eingetragen sind, sollen hier nicht aufgeführt werden. Aktennummern in diesem Abschnitt sind ehemalige, jetzt nicht mehr gültige Aktennummern.

| Lage                             | Objekt                  | Beschreibung | Akten-Nr.              | Bild           |
| -------------------------------- | ----------------------- | --- | ---------------------- | -------------- |
| Hollfeld Langgasse 10 (Standort) | Wohn- und Geschäftshaus | Giebelständiger, zweigeschossiger Satteldachbau, Giebel Fachwerk verputzt, 18./19. Jahrhundert                             | D-4-72-154-16 Wikidata | BW             |
| Hollfeld Langgasse 12 (Standort) | Wohn- und Geschäftshaus | Giebelständiger Satteldachbau, Obergeschoss und Giebel Fachwerk verputzt, im Kern 17./18. Jahrhundert                      | D-4-72-154-17 Wikidata | weitere Bilder |
| Wiesentfels (Standort)           | Wohnstallhaus           | Traufständiger, zweigeschossiger Satteldachbau, Sandsteinquader, profiliertes Kranzgesims, am Portal bezeichnet mit „1848“ | D-4-72-154-76 Wikidata | BW             |